# Dörte Helm
Dorothea "Dörte" Helm (Berlín, 3 de desembre de 1898 – Hamburg, 24 de febrer de 1941) va ser una artista alemanya, membre de la Bauhaus, que demostrà el seu talent en diferents modes d’expressió artística: la pintura i el disseny, el teixit o l'escriptura.

## Biografia
Era filla d'Alice Caroline Bauer i del filòleg clàssic Rudolf Helm. Després de completar la seva educació a l'Escola Municipal de Noies, al districte de Berlín-Steglitz, el 1910 la família va seguir el seu pare a Rostock, on era professor des de 1907. Dörte Helm va estudiar a l'nstitut fins al 1913, després a l’Escola d’arts i oficis durant dos anys. Van seguir tres anys a l'Acadèmia d'Art de Kassel, del 1915 al 1918, on va estudiar, entre altres disciplines, modelatge, amb Carl Hans Bernewitz; també va ser alumna d'Ernst Odefey, i va fer classes particulars de dibuix.
Helm va estudiar el 1918-1919 a l'Acadèmia de Belles Arts de Weimar a la classe de gràfics amb Walther Klemm. Va ingressar després a la Bauhaus de Weimar com a aprenent al taller de pintura mural i tèxtil; els seus professors eren Johannes Itten, Lyonel Feininger, Oskar Schlemmer, Georg Muche i el mateix Walter Gropius, fundador de l'escola.
El 1922 va aprovar el curs d'iniciació per formar-se com a pintora decorativa a la Cambra d'Oficis de Weimar. Abans, el 1921, participa en el projecte de la casa Sommerfeld de Gropius, per a la qual havia confeccionat una cortina imitant els patrons de xilografia presents a la casa. Havia aconseguit treballar com a assessora en el disseny d'interiors, un terreny fins aleshores eminentment masculí. El curs 1922-1923 va treballar en el taller de teixit i arribà a formar part de la comissió per a la gran exposició Bauhaus, on va ser l'única dona a exposar un mural.
Va romandre en el projecte de Gropius fins al 1924, any en què va tornar a Rostock, per formar part de l'Associació d'Artistes de Rostock i l'Associació Econòmica d'Artistes Visuals. En aquest període va fer llargues estades a Ahrenshoop, on va conèixer l'editor Peter I. Erichson. De 1925 a 1931 va participar regularment en les exposicions de l'Associació d'Artistes de Rostock i va fer la seva primera exposició el 1930. El 1927, per mitjà de la seva amistat amb Friedrich Schult, va organitzar una exposició en el museu Güstrow. El 1927-1928 va rebre l'encàrrec de l'arquitecte Walter Butzek de dissenyar l'interior del Warnemünder Kurhaus. Els murals que hi va fer van ser destruïts després del 1933.
Va viatjar per Àustria i Suïssa; el 1930 es va casar amb el periodista Heinrich Heise i el 1932 es van instal·lar a Hamburg-Fuhlsbüttel, on el seu marit treballaria com a editor de l'Hamburg Funkwacht. El 1933 va ser jutjada pel Reichskulturkammer com a "mig-jueva", i se li prohibí l'activitat professional, només se li permetia escriure (sota un pseudònim). Al febrer de 1941 va morir d'una malaltia infecciosa, quan tenia tan sols 42 anys.

## Llegat i reconeixement
El 2019, cent anys després de la fundació de la Bauhaus, Dörte Helm és la protagonista d'una sèrie televisiva alemanya de sis capítols dirigida per Lars Kraume, Bauhaus, Die Neue Zeit (Bauhaus, una nova era), que recorre la primera etapa de la vida d'aquesta escola que marcà de manera determinant l'arquitectura, l'art i el disseny del segle xx.
La sèrie no pretén reivindicar específicament el personatge de Helm, interpretat per Anna Maria Mühe –en el qual s'hi insereixen diversos elements ficticis, com el d'una suposada relació amb Walter Gropius–, sinó mostrar amb nitidesa les dificultats amb què es trobaven les dones amb vocació artística fins i tot en un àmbit teòricament renovador com el de les avantguardes.

## Galeria

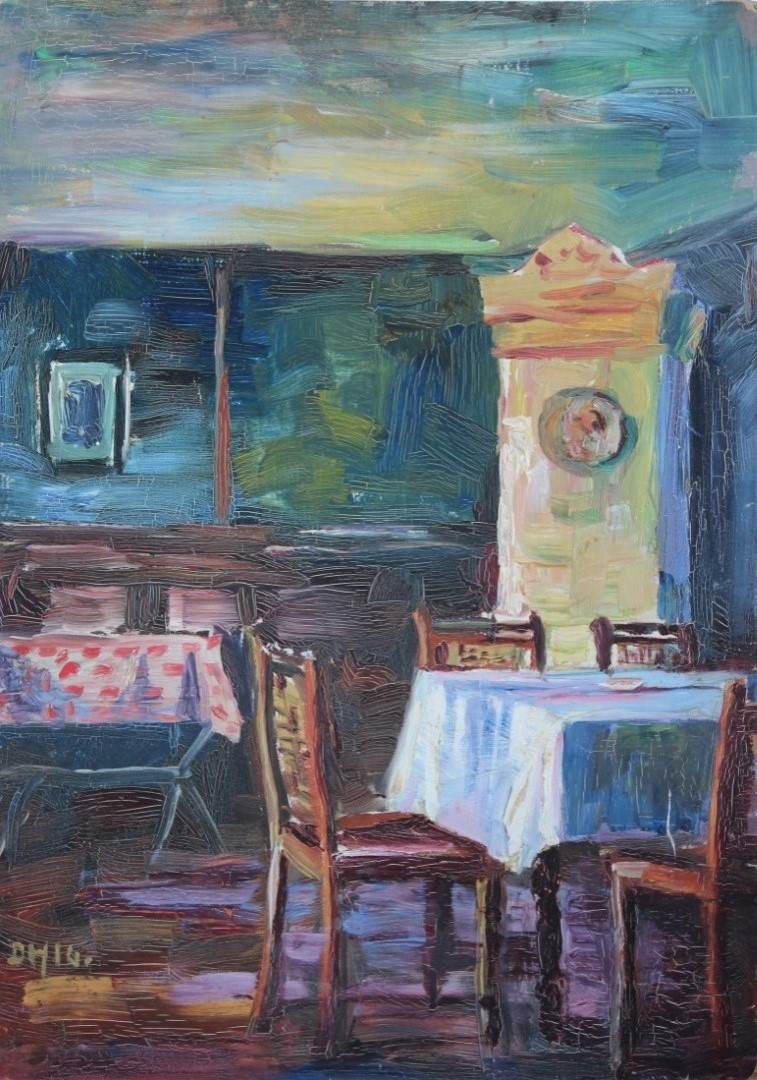
Interior (1916)
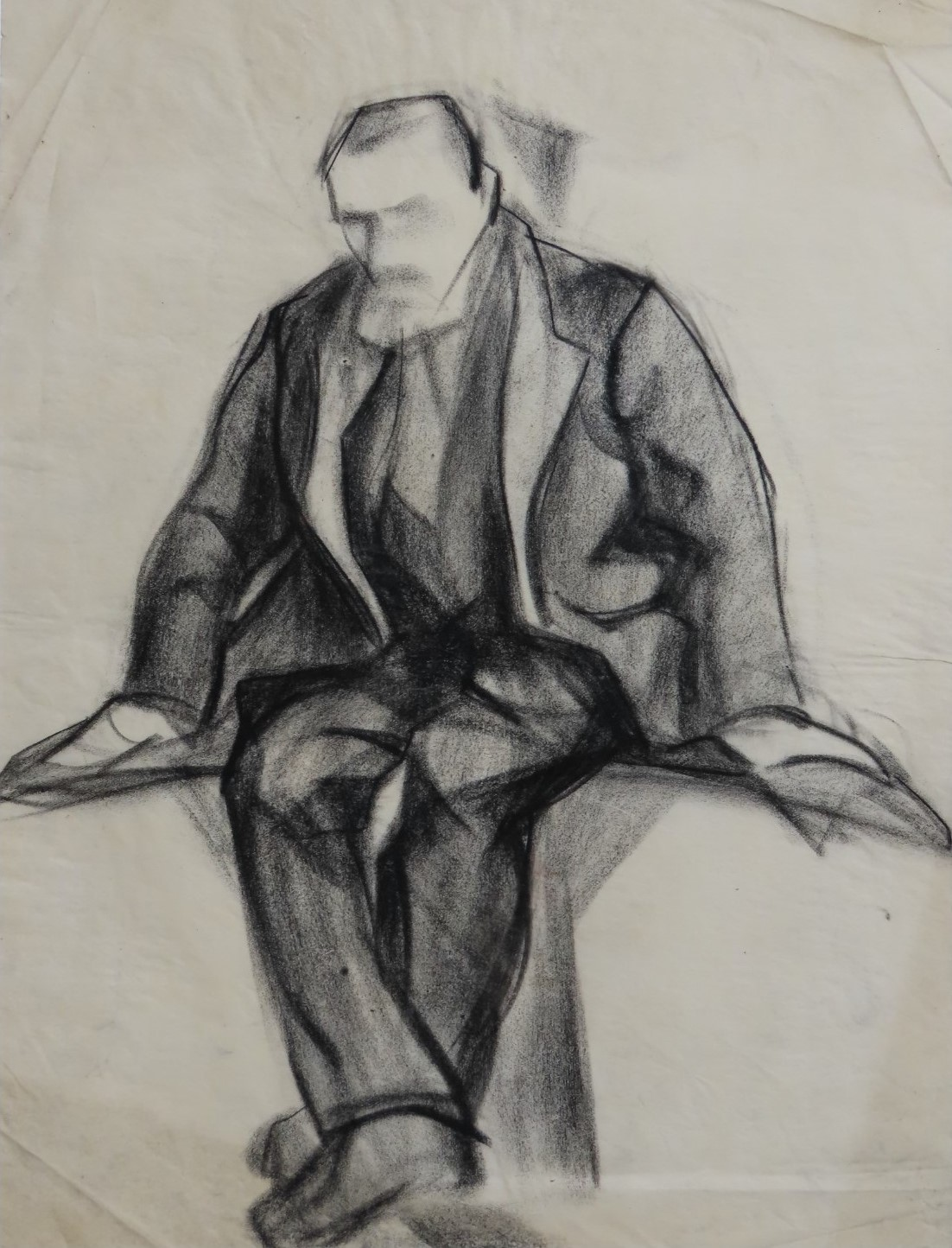
Home assegut (1919)
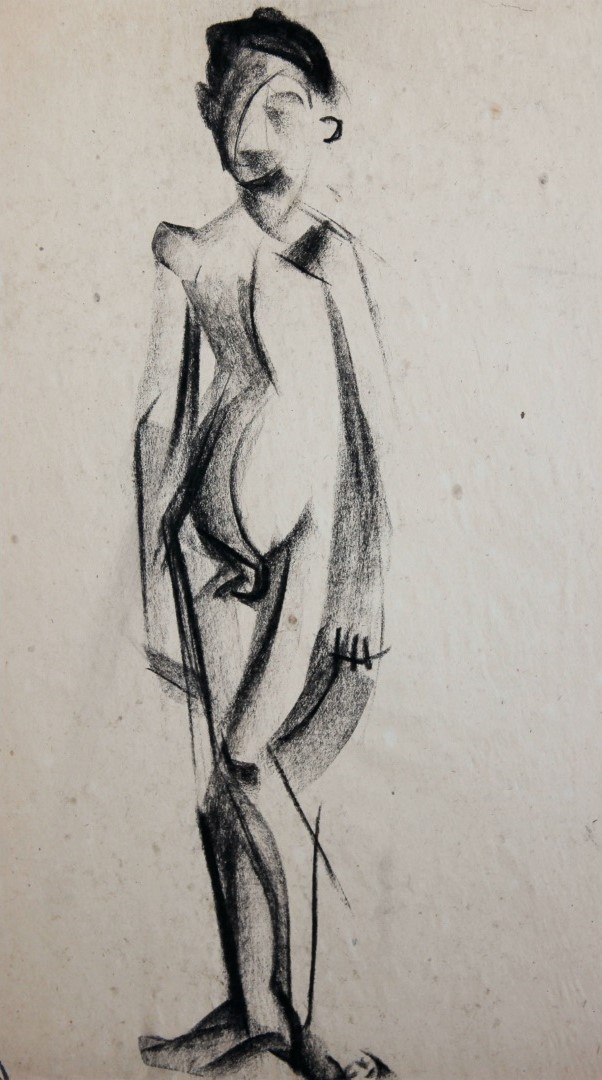
Home nu (1919)
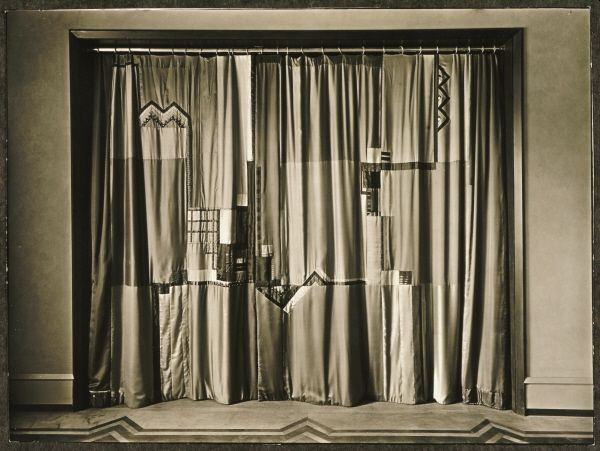
Cortina creada per Dörte Helm per a la casa Sommerfeld (1921)
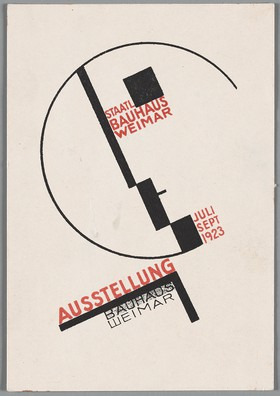
Postal 14, per a l'Exhibició Bauhaus (1923)

## Obra
L'obra de Dörte Helm inclou dibuixos, xilografies, pintures, teixits, tapissos i fusteria.
- Esborranys d'un segell de servei (Segell) de la Bauhaus (en una licitació amb un tercer premi)[7]
- Postal 14 a l'exposició Bauhaus de 1923. Museu d'Art Modern i Harvard Art Museums
- Vitrall a la casa d'estiu de Peter I. Erichson, a 10 Schifferberg, Ahrenshoop (construït el 1897 per Friedrich Wachenhusen) 1926/1927
- Retrat GD davant del paisatge del nord (Bildnis GD vor nördlicher Landschaft). Museu d'Art Ahrenshoop[8]
- Masos al costat de l'aigua (Bauernhäuser am Wasser). 1925, Kunstmuseum Ahrenshoop[9]
- Retrat LR (Línia Ristow). 1927, Pastís (Line Ristow era el company de Peter I. Erichson)
- Acte retrato. 1931
- Narcisos grocs (Gelbe Narzissen)
- Xarxes de pesca (Fischernetze)
- El titellaire de Kiel (De Poppenspäler ut Kiel) títol en baix alemany
- La sala de vol (Das fliegende Zimmer)
- La sala de lliscament (Das abrutschende Zimmer)
- En el regne dels contes de fades (Im Märchenreich) (1921, llibre infantil amb versos del seu pare)
- Rei Drosselbart. Joc de fades (Llistat en el Stadttheater Rostock el 1931, amb el seu propi disseny d'escenari